# Schmerzensmannkapelle (Böckstein)

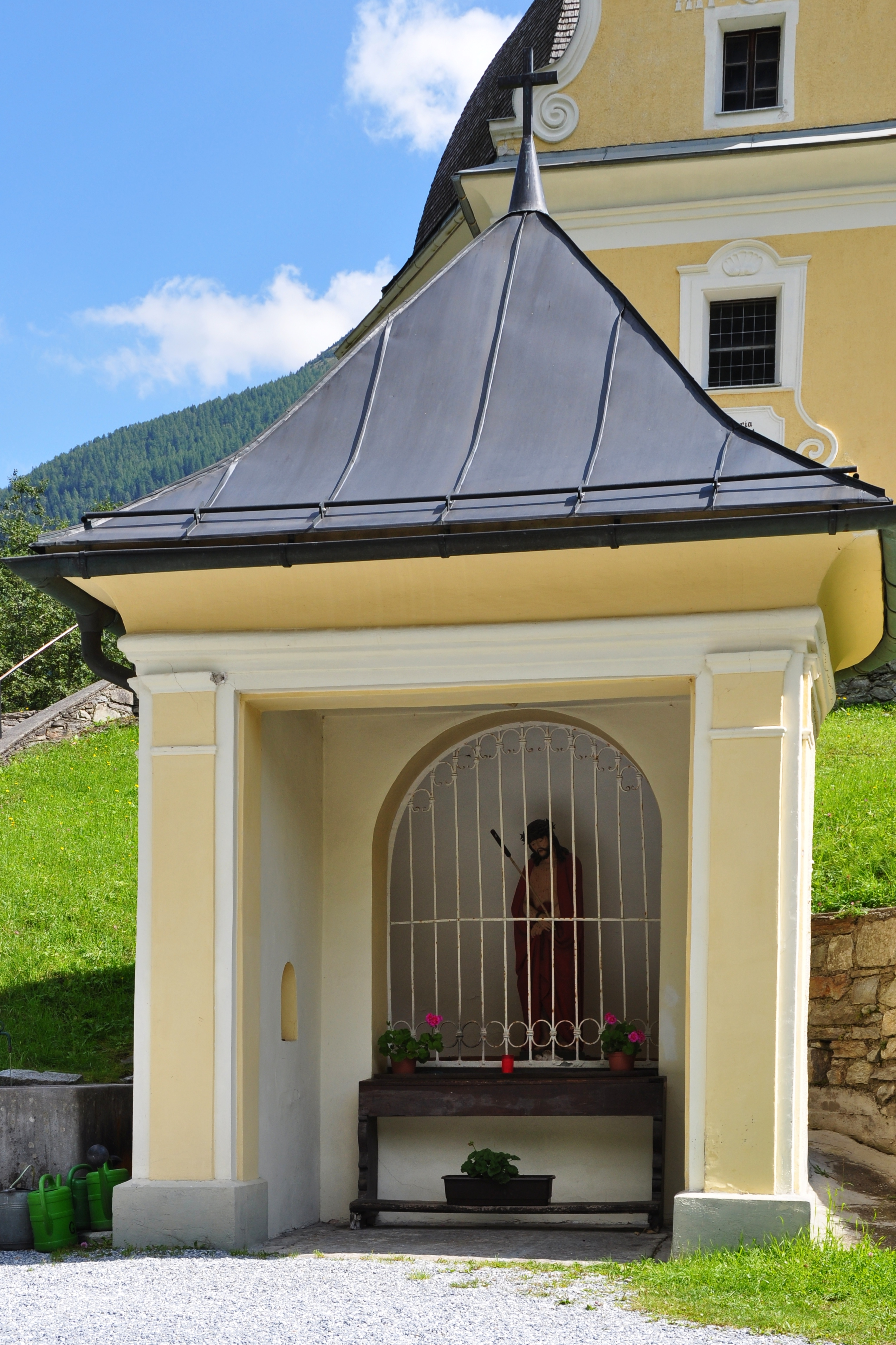
Schmerzensmannkapelle in Böckstein

Die sogenannte Schmerzensmannkapelle im Ortsteil Böckstein des Kurortes Bad Gastein im Land Salzburg in Österreich ist ein großer Bildstock mit einer Skulptur des Schmerzensmannes und steht unter Denkmalschutz (Listeneintrag).

## Beschreibung
Das rechteckige Bauwerk mit Zeltdach befindet sich unterhalb der Kirche Maria vom Guten Rat auf dem Kirchhügel im Norden von Alt-Böckstein.
In der Rundbogennische steht die Statue des Schmerzensmannes, die Kaspar Bichler im Jahr 1851 schuf.